# Нішкань
Нішкань (рум. Nișcani) — село у Калараському районі Молдови. Утворює окрему комуну.

## Населення
За даними перепису населення 2004 року у селі проживали 1854 особи.
Національний склад населення села:
| Національність   | Кількість осіб | Відсоток   |
| ---------------- | -------------- | ---------- |
| молдавани румуни | 1792 52        | 96,7% 2,8% |
| українці         | 5              | 0,3%       |
| росіяни          | 5              | 0,3%       |
| Всього           | 1854           | 100%       |